# Perichlaena
Perichlaena é um género botânico pertencente à família Bignoniaceae.

## Espécie
Perichlaena richardi

## Nome e referências
Perichlaena Baill.